# Bluefield, West Virginia
Bluefield är en stad i Mercer County i West Virginia i USA. Vid 2010 års folkräkning hade Bluefield 10 447 invånare.

## Kända personer från Bluefield
- Charlie Barnett, skådespelare
- John Forbes Nash, matematiker
- Norman I. Platnick, araknolog